# Sân bay quốc tế Lưu Đình Thanh Đảo
Sân bay quốc tế Lưu Đình Thanh Đảo (青岛流亭国际机场, pinyin: Qīngdǎo Liútíng Guójì Jīchǎng) từng là một sân bay quốc tế tại Thanh Đảo, tỉnh Sơn Đông, Trung Quốc. Sân bay có cự ly 31 km so với trung tâm thành phố. Sân bay này đã được thay thế bởi sân bay quốc tế Giao Đông Thanh Đảo và tất cả các chuyến bay được chuyển đến sân bay mới kể từ ngày 12 tháng 8 năm 2021.